# Attilio Brunetti
Attilio Brunetti (Lodi (New Jersey), 24 novembre 1917 – Campobasso, 24 gennaio 2008) è stato un militare e patriota italiano, decorato di Medaglia d'oro al valor militare a vivente durante il corso della seconda guerra mondiale.

## Biografia
Nacque a Lodi, nel New Jersey il 24 novembre 1917, all'interno di una famiglia di emigrati italiani. 
Arrivato in Italia dal paese di nascita, frequentò le scuole elementari a Oratino, in provincia di Campobasso, lavorando in gioventù come scalpellino, sia in Italia che all'estero. Nel 1938 fu chiamato a prestare servizio militare nel Regio Esercito, assegnato al 13º Reggimento fanteria "Pinerolo". Nel settembre 1939 fu trasferito presso il Quartier generale delle truppe italiane in Albania, e poi assegnato alla 53ª Divisione fanteria "Arezzo". A partire dal 28 ottobre 1940, col grado di caporalmaggiore, fu impegnato nella campagna di Grecia, e poi nelle operazioni belliche sul fronte balcanico.
L'armistizio dell'8 settembre 1943 lo colse in licenza straordinaria presso il luogo di residenza.
Con l'arrivo in Molise delle truppe polacche del II Corpo d'armata del generale Władysław Anders, nel 1944 si arruolò nella 111ª Compagnia pontieri, indossando così la divisa con la mostrina "Poland", che sarà in seguito nota col nome di "Compagnia italiana" proprio per la presenza di numerosi volontari italiani. A questo periodo risale l'impresa del salvataggio del sergente maggiore Zygmunt Piątkowski, ferito, che Brunetti si caricò sulle spalle riportandolo nelle linee polacche dopo aver anche sostenuto uno scontro a fuoco con i tedeschi. Nel febbraio del 1945, con lo scioglimento della 111ª Compagnia, transitò nei ranghi della Brigata Maiella con la quale combatté gli ultimi mesi della seconda guerra mondiale, fino alla smobilitazione avvenuta a Brisighella nel luglio 1945. Nel mese di agosto fu assegnato al 76º Reggimento fanteria "Napoli" venendo congedato nel settembre successivo. Ritornato negli Stati Uniti d'America per lavoro, rientrò in Patria nel corso del 1954 per lavorare presso la filiale di Campobasso del Banco di Napoli.
Si è occupato per circa 50 anni della Federazione provinciale del "Nastro Azzurro", organizzazione che tiene viva la memoria di coloro che hanno combattuto contro i nazifascisti. Il 25 ottobre 2016 il comune di Oratino gli ha dedicato la Villa comunale. Si spense a Campobasso il 24 gennaio 2008.

### Annotazioni
1. ↑  La qualifica di partigiano che appare sul sito dell'Anpi è del tutto arbitraria, impropria e storicamente errata, poiché Brunetti combatté dal 1940 al 1945 sempre inquadrato nei ranghi regolari del Regio Esercito, in quello polacco e nella Brigata "Maiella" che era a sua volta inquadrata nel II Corpo polacco ma amministrativamente dipendente dal rinato esercito post-armistiziale, e in tutti i casi con tesserino militare. Col congedo tutti i volontari della Maiella ricevettero il Diploma "Alexander" con la qualifica di patrioti, non di partigiani.

### Fonti
1. 1 2 3 4 5 6 7 8 9 10  Il Nastro Azzurro n.10/11/12, ottobre-novembre-dicembre 2006, p. 17.

### Periodici
- Attilio Brunetti - Medaglia d'oro al valor militare, in Il Nastro Azzurro, n. 10/11/12, Roma, Istituto del Nastro Azzurro, ottobre-novembre-dicembre 2006,  p. 17.
- Rivista Volume 76 Ministero dell'aeronautica, 2000